# 테이 존데이
테이 존데이(Tay Zonday, 1982년 7월 6일 ~ )는 미국의 흑인 인터넷 가수이다.
미국의 동영상 포털 사이트 유튜브에서 그의 대표곡인 'Chocolate Rain'이라는 노래가 큰 인기를 끌었다.

## Chocolate Rain 이외의 테이 존데이 대표곡 더 보기
- Explode뮤직비디오
- internet Dream뮤직비디오
- Cherry Chocolate Rain뮤직비디오
- Baby I'm Not뮤직비디오
- Roll Your Dice뮤직비디오
- You You You뮤직비디오
- Christmas Star뮤직비디오
- You're A Mean One Mr. Grinch뮤직비디오
- MUSICOLIO뮤직비디오
- TRAFFIC MACHINE뮤직비디오

## 같이 보기
- 유튜버 목록